# Portrait de Charles de Guise
Le Portrait de Charles de Guise est un tableau peint par le Tintoret ou selon certains experts  par El Greco en 1572. Comme son titre l'indique, il s'agit d'un portrait du cardinal Charles de Guise. Il mesure 178,5 cm de haut sur 94,5 cm de large, et est actuellement conservé au Kunsthaus de Zurich. Le tableau fut longtemps attribué au Tintoret.

## Description
Le sujet est âgé de 47 ans, représenté en compagnie d'un perroquet, symbole d'éloquence. Toutefois, papagallo (« perroquet » en italien) peut être traduit littéralement par « pape français », interprétation soulignant le poids politique du cardinal à la tête de l'Église catholique de France. Le perroquet, symbole ambigu, est remplacé par un crucifix dans les copies attribuées à Georges Boba. Si le sujet et la date sont facilement identifiables sur le livre ouvert, celle du peintre pose encore problème, l'historien d'art américain Harold Wethey et José Álvarez Lopera pensent que l'attribution pose encore problème.